# Jacobina Mentz Maurer
Jacobina Mentz Maurer (Hamburgo Velho, Novo Hamburgo, junho de 1841 ou 1842 – Sapiranga, 2 de agosto de 1874) foi uma líder religiosa brasileira, que participou da  denominada revolta dos Muckers, acontecida no atual estado brasileiro do Rio Grande do Sul, entre 1868 e 1874.
Oriunda da primeira comunidade alemã do Brasil, Jacobina liderava uma comunidade religiosa cristã, cujos membros não bebiam, não fumavam e não usavam moeda como meio de troca comercial. Ganharam a alcunha de "mucker", termo alemão que pode significar santarrão, beato ou fanático religioso. Eles encontraram no sectarismo e no modelo local religioso uma resposta para lidarem com os problemas em que viviam.
Ao se assumir como a reencarnação feminina de Jesus Cristo, Jacobina tornou-se a porta-voz dos menos afortunados da comunidade, ao passo que seu marido, João Maurer, era o curandeiro local.
Acusados de feitiçaria e de bruxaria pela comunidade, os muckers foram perseguidos pelo poder do estado e acusados por cometerem crimes e criarem uma seita. Isso gerou a Revolta do Muckers entre o governo provincial e os habitantes membros da comunidade de Jacobina.

## Biografia
Jacobina Mentz era filha de André Mentz e de Maria Elisabeth Müller, imigrantes alemães. Os avós paternos de Jacobina, Libório Mentz e Madalena Ernestina Lips, chegaram ao Brasil no navio Germânia, entre a primeira leva de imigrantes alemães que foram para o Rio Grande do Sul em 1824, e eram naturais de Tambach-Dietharz, na Turíngia, no centro da Alemanha. Os primeiros imigrantes alemães que chegaram no navio Germânia foram recebidos pelo imperador Dom Pedro I e pela imperatriz Leopoldina. O avô de Jacobina, Libório Mentz, que já era idoso quando chegou ao Brasil, recebeu especial atenção da imperatriz, que lhe disse: "O senhor realmente é corajoso - em idade tão avançada trocar uma pátria por outra. Homens tão bravos certamente são de grande valia para nós". Libório trouxe consigo uma carta enviada pelo poeta Herr Goethe, amigo da imperatriz. Em retribuição ao favor, a imperatriz Leopoldina ordenou que o Lote 1 da colônia de Hamburgo Velho fosse concedido à família Mentz.
A família de Jacobina já tinha um histórico de envolvimento em contendas religiosas na Alemanha. Os avós imigraram para o Brasil fugindo de perseguições religiosas (ambos deixaram a igreja evangélica e a escola e estabeleceram uma comunidade religiosa independente com mais seis ou sete famílias, o que culminou na sua perseguição). Em seu encontro com a imperatriz Leopoldina, o avô de Jacobina confidenciou-lhe que viera para o Brasil fugindo da repressão religiosa na Alemanha, e a imperatriz lhe garantiu que no Brasil eles teriam garantida a liberdade de culto.
Jacobina Mentz nasceu duas décadas após a chegada dos pais e avós ao Brasil e foi criada na atual Novo Hamburgo, no Rio Grande do Sul, em uma comunidade rural composta por imigrantes alemães religiosos, luteranos e católicos. Os avós de Jacobina foram os responsáveis pela construção da primeira igreja protestante do sul do Brasil. Em 26 de abril de 1866, casou-se com João Jorge Maurer, também filho de imigrantes alemães. No mesmo ano, o casal mudou-se de Novo Hamburgo para Ferrabraz, no atual município de Sapiranga.

## O movimento mucker

### O início
Segundo Darcy Ribeiro, o movimento mucker, no Brasil, foi consequência do processo de anomia em que entraram algumas comunidades alemãs, influenciado por tradições populares, de orientação bíblico‐protestante.
Em 1868, João Maurer supostamente teve uma "visão divina", dizendo-lhe para abandonar a agricultura e tornar-se médico. Logo depois, ele conheceu o curandeiro Buchhorn, que lhe ensinou os segredos das ervas medicinais. Esses alemães viviam em uma comunidade rural isolada, sem acesso a cuidados médicos. Por isso, muitas pessoas consultavam os curandeiros locais. Em 1870, o casal começou a receber, em casa, pessoas para reuniões de leitura da Bíblia, feitas por Jacobina. Jacobina sofria de crises de desmaio desde que ela tinha doze anos, e as pessoas associavam o seu sonambulismo a poderes especiais. Logo, centenas de pessoas começaram a seguir Jacobina e seus ensinamentos. Muitas pessoas deixaram as igrejas católicas ou luteranas locais e estabeleceram uma seita fanática, com Jacobina como líder. Essa situação preocupou os sacerdotes locais e os membros da comunidade que não seguiam Jacobina. Em seguida, a comunidade dividiu-se em duas: aqueles que se juntaram a Jacobina eram conhecidos como mucker (alemão para "falso santo") e aqueles que eram contra Jacobina conhecidos como spotter (debochadores).
Os mucker tornaram-se um grupo socialmente isolado, que não bebia, não fumava e não usava dinheiro para as trocas comerciais. Eles encontraram no sectarismo e no fundamentalismo religioso uma resposta às condições de miserabilidade em que viviam. Jacobina era vista por seus seguidores como uma nova Jesus Cristo e passou a ser a porta-voz dos menos favorecidos.
Jacobina ordenou que seus seguidores deixassem de ir à igreja ou à escola, porque "as instituições não estariam ensinando mais o verdadeiro evangelho".

### Os conflitos
Em maio de 1873, sob liderança do pastor Frederico Boeber, foi enviado um abaixo-assinado ao delegado de São Leopoldo pedindo imediata
intervenção policial contra os Muckers. O documento acusava Jacobina de ter nomeado seus irmãos e esposo como discípulos; afirmava que os colonos
anunciavam que Jacobina era manifestação de Deus; que seus seguidores não pagavam mais as taxas da Igreja e da escola; que estavam estocando armas e que o movimento estava dividindo casais e famílias. A polícia invade a casa de Jacobina, mas não encontra as armas. No mesmo mês, João Maurer, esposo de Jacobina, foi preso. No dia seguinte, Jacobina foi presa, sob estado de letargia, e foi conduzida numa carreta, dormindo, até São Leopoldo. Em São Leopoldo, foi exposta ao público e insultada. O casal foi posteriormente libertado, sob alegação de não terem cometido crime algum.
Em dezembro de 1873, Carlos von Koseritz sugere, por meio da imprensa, a deportação dos Muckers para uma ilha oceânica. Diversos colonos mostraram-se dispostos a colaborar no custeio do projeto.
Em 10 de dezembro de 1873, João Maurer, juntamente com outros dois colonos, foram para a então capital do Brasil, o Rio de Janeiro, para entregar uma petição ao imperador Pedro II, com queixa de assédio policial, agressões e insultos aos colonos. Representantes do Império solicitaram explicações às autoridades do Rio Grande do Sul sobre o caso.
Pessoas que eram contra os muckers passaram a ser assassinadas, e os crimes foram atribuídos aos muckers. Em 4 de maio de 1874, aconteceu a grande reunião na casa dos Maurer, com a presença estimada de 100 a 500 pessoas. Jacobina anunciou o fim do mundo e ordenou o extermínio de dezesseis famílias inimigas. Em 15 de junho, aconteceu o massacre da família Kassel. O casal Maurer teve mandado de prisão decretado. Em 25 de junho, catorze casas de inimigos foram queimadas e dez pessoas foram mortas, inclusive crianças. 

### O ataque do exército e desfecho
Em 28 de junho de 1874, o exército atacou o reduto mucker, mas os muckers venceram o conflito e 130 soldados recuaram. Isso contribuiu para a crença da divindade de Jacobina. Em 19 de julho de 1874, as forças legais e 300 soldados atacaram novamente o reduto mucker. A casa do casal Maurer foi incendiada e cinco filhos de Jacobina foram presos e posteriormente encaminhados para a adoção. O casal Maurer e seus principais colaboradores conseguiram escapar.
Em 20 de julho, a imprensa gaúcha comemora o fim do episódio Mucker. De noite, o exército ataca novamente, mas os muckers revidam e o coronel Genuíno Olimpio Sampaio, comandante das forças legais, é morto. Em 25 de julho, após saberem que os muckers estavam refugiados na floresta, as forças legais, com 506 homens e sob lideranças do Capitão Dantas, iniciam combate contra os Muckers.
O fim do conflito ocorreu em 2 de agosto do mesmo ano, quando um traidor, Carlos Luppa, levou os soldados ao esconderijo de Jacobina Mentz, que foi morta com a maioria dos muckers. Os muckers que sobreviveram foram julgados e libertados ou absolvidos, em 16 de junho de 1880. 
Os muckers sobreviventes voltam para a região de Nova Petrópolis e
Lajeado. Muitos mudaram de sobrenome para não serem reconhecidos.
Mesmo após a morte de Jacobina, há registros da presença de muckers já em 1897 e 1898. Em outubro de 1897, três pessoas foram mortas e o crime foi atribuído aos muckers liderados por Aurélia Maurer, a filha de Jacobina. Em 1898, um grupo de cem alemães assassinaram cinco muckers na região de Nova Petrópolis e Lajeado.

## Adaptação cinematográfica
- Os Mucker (1978). Filme dirigido por Jorge Bodanzky e Wolf Gauer, com Marlise Saueressig como Jacobina, que ganhou um kikito de melhor atriz. A maior parte do filme é falado em Hunsrückisch,[7] que é o dialeto germânico mais difundido entre os descendentes de alemães no Rio Grande do Sul.[8]
- A Paixão de Jacobina (2002). Filme dirigido por Fábio Barreto, com Letícia Spiller interpretando Jacobina.